# Droga wojewódzka nr 736
Droga wojewódzka nr 736 (DW736) – droga wojewódzka rozpocznająca się w Warce na końcu ul. Mostowej (po prawej stronie Pilicy, łącząca Warkę z DK79 w Magnuszewie. Dalej biegnie w kierunku Wisły (brak mostu). Po prawej stronie Wisły łączy się w Podłężu z DW801.

## Miejscowości leżące przy trasie DW736
- Warka (DW730)
- Zakrzew
- Anielin
- Kolonia Rozniszew
- Osiemborów
- Aleksandrów
- Wola Magnuszewska
- Magnuszew (DK79)
- Kurki
- Przewóz Tarnowski
- Latków
- Ostrów
- Podwierzbie
- Podłęż (DW801)